# Березняк Євген Степанович

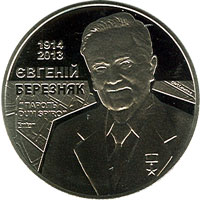
Євген Березняк на ювілейній монеті НБУ

Євге́н Степа́нович Березня́к (25 лютого 1914, Катеринослав — 23 листопада 2013, Київ) — український радянський педагог і письменник, радянський військовий, ветеран Другої світової війни, кандидат педагогічних наук (1968), генерал-майор. Прототип головного героя роману Ю. Семенова «Майор Вихор».

## Життєпис
Народився 25 лютого 1914 у Катеринославі, дружина Катерина Кузьмівна (1927) — вчителька; син Василь (1945) — інженер; син Віктор (1956) — вчитель; дочка Валентина (1936) — інженер. Має чотирьох внуків і двох правнуків.

### Освіта
Дрогобицький педагогічний інститут (1947).

### Кар'єра
З 1934 — учитель, Веселівська школа Межівського району Дніпропетровської області.
У 1937—1939 — очолював Петропавлівський районний відділ народної освіти Дніпропетровської області.
10.1939-06.1941 — очолював Львівський міський відділ народної освіти.
У 1941—1945 — учасник Другої світової війни.
З 10.1941 — пропагандист і зв'язковий Петропавлівського підпільного РК і Дніпропетровського ОК КП(б)У.
У 1943—1944 навчався в школі ГРУ (Москва).
З серпня 1944 по лютий 1945 — керівник групи військових розвідників «Голос» (знято кінофільми: «Майор Вихор» (СРСР), «Врятувати місто» (Польща), док. фільми: «Тепер їх можна назвати» (СРСР), "Операція «Голос» (Польща), «Майор Вихор. Правдива історія».
У 1945—1952 — завідувач Львівського міського відділу народної освіти.
У 1952—1954 — начальник відділу навчальних закладів Львівської залізниці.
09.1954-09.1984 — в Міністерстві освіти УРСР (25 років — заступник начальника управління шкіл; начальник Головного управління шкіл).
У 1998 завершив трудову діяльність на посаді с.н.п. АПНУ.

Могила Євгена Березняка

Помер в Києві 23 листопада 2013 року. Похований на Байковому кладовищі (ділянка 52а).

## Творчість
Автор понад 100 наукових праць, зокрема монографій: «Шляхи розвитку освіти на Україні» (1964), «Керівництво роботою школи» (1970), «Питання інспектування роботи школи» (1967), «Важлива ланка управління школою» (1981), «Керівництво сучасною школою» (1983); книг-спогадів: «Я — Голос» (1971), «Пароль Dum Spiro» (1987), "Операция «Голос» (1992).

## Нагороди
- Звання Герой України з врученням ордена «Золота Зірка» (21 серпня 2001) — за особисту мужність і відвагу, героїзм і самопожертву, виявлені у виконанні особливо важливих завдань під час Великої Вітчизняної війни 1941—1945 років[3][4]. Євген Березняк після указу Президента України Ющенка щодо присвоєння звання Герой України Степанові Бандері хотів відмовитись від присвоєного йому звання. Ось що він сказав:

|  | Це ляпас усім ветеранам ВВВ. Більшої капості він не міг зробити! Я, коли почув це, вирішив відмовитися від звання Героя України. Але мої колеги-ветерани сказали: не смій цього робити, ти заслужив це звання, і не Ющенко тобі його присвоював. |

- Орден «За заслуги» I ст. (25 лютого 2009) — за особисту мужність, виявлену в боротьбі з фашистськими загарбниками, вагомий внесок у розвиток ветеранського руху, патріотичне виховання молоді та з нагоди 95-річчя від дня народження[6]
- Почесна відзнака Президента України (6 жовтня 1994) — за особисті заслуги в розвитку ветеранського руху, активну громадську діяльність та з нагоди 50-річчя визволення України від фашистських загарбників[7]
- Повний лицар ордена Богдана Хмельницького:
  - Орден Богдана Хмельницького I ст. (30 квітня 2005) — за ратні і трудові заслуги, незламну волю, активну діяльність у ветеранських організаціях та патріотичне виховання молоді[8]
  - Орден Богдана Хмельницького II ст. (19 лютого 2004) — за особисту мужність і відвагу, виявлені у захисті державних інтересів, зміцнення обороноздатності та безпеки України[9]
  - Орден Богдана Хмельницького III ст. (жовтень 1999)
- Ордени СРСР: Жовтневої революції (03.1976), Вітчизняної війни I (09.1965), II ст. (03.1985), Трудового Червоного Прапора (02.1966), «Знак Пошани» (03.1971).
- Ордени: «Віртуті Мілітарі» (01.1964, Польща), «Партизанський хрест» (07.1986, Польща). Орден «За заслуги перед Вітчизною» IV ст. (9 травня 2007, Росія)[10][11]. Орден Дружби (25 лютого 2004, Росія).
- Заслужений вчитель школи Української РСР (05.1961).
- Почесна Грамота ВР УРСР (02.1974), Грамота ВР УРСР (02.1984).
- Почесний солдат Інституту військово-дипломатичної служби Академії ЗС України (08.1998).
- Почесний громадянин Києва (2004).
- Почесний академік АПНУ (2004).
- Почесний громадянин Дніпропетровська (2012).

## Вшанування пам'яті
- 25 лютого 2014 року Національним банком України випущена ювілейна монета номіналом 2 гривні, присвячена 100-річчю від дня народження героя.
- 25 лютого 2016 року відкрито меморіальну дошка Євгену Березняку на будинку № 11 по вул. Михайла Омеляновича-Павленка у Києві, де він жив. Бронза; барельєф
- У місті Кропивницький є проїзд Євгена Березняка.